# Greatest Hits (radioprogramma)
Greatest Hits is de programmanaam die sinds 1998, met enkele onderbrekingen, wordt gebruikt voor het tijdblok 10.00-12.00 uur (van 1998 tot 2001: 09.00-12.00 uur) op werkdagen op de Nederlandse zender Radio 538. In de periode 1994-1997 werden de namen 'Goud waar je van houdt' en '538 Classics' voor dit blok gebruikt. 538 Greatest Hits was de programmatitel die Barry Paf al in 1997 gebruikte voor zijn programma op zaterdag.
Het programma Greatest Hits verschilt met de andere uren in de zin dat er meer oudere muziek wordt gedraaid. De grootste hits aller tijden komen voorbij en er zijn verschillende items rond de muziek waar luisteraars onder andere een verzoeknummer kunnen aanvragen.
In 2008 en 2009 was Greatest Hits het best beluisterde programma van de Nederlandse radio.

## Presentatoren
- Arlo van Sluis (1998-2000)
- Dennis Ruyer (2000-2003, 2004-2005)
- Lindo Duvall (2004, 2005-2007)
- Jens Timmermans (september 2007 t/m 31 augustus 2012)
- Dennis Ruyer (3 september 2012 - 3 januari 2014)
- Tim Klijn (6 januari 2014 - 19 december 2014)
- Menno de Boer (22 december 2014 - 30 december 2016)
- Mark Labrand (24 augustus 2020 - 19 november 2021)
- Dennis Ruyer (1 maart 2024 - heden)

### Terugkeer
Van 2 januari 2017 t/m 24 augustus 2020 en van 22 november 2021 t/m 29 februari 2024 was er geen programma genaamd Greatest Hits. Op deze uren werd toen gewoon de reguliere muziek gedraaid, behalve vanaf zomer 2023 toen er tussen 10.00 en 11.00 uur een 90's thema uur te horen was.
Op 1 maart 2024 keerde de programmanaam wederom terug toen Dennis Ruyer terugkeerde op 538.